# Boubacar Bagili
Boubacar Salam Bagili (ur. 7 grudnia 1994 w Arafat) – mauretański piłkarz grający na pozycji napastnika. Od 2019 jest zawodnikiem klubu FC Nouadhibou.

## Kariera klubowa
Swoją karierę piłkarską Bagili rozpoczął w klubie Imraguens Nouadhibou. W sezonie 2011/2012 zadebiutował w jego barwach w pierwszej lidze mauretańskiej. W sezonie 2012/2013 grał w ASC Snim, a w latach 2013-2017 był piłkarzem ACS Ksar. W latach 2014 i 2015 zdobył z nim dwa Puchary Mauretanii. Jesienią 2017 grał w algierskim US Biskra, a wiosną 2018 ponownie w ACS Ksar. Jesienią 2018 był zawodnikiem tunezyjskiego CS Hammam-Lif. Na początku 2019 przeszedł do FC Nouadhibou. W sezonach 2018/2019, 2019/2020, 2020/2021, 2021/2022 i 2022/2023 wywalczył z nim pięć tytułów mistrza Mauretanii.

## Kariera reprezentacyjna
W reprezentacji Mauretanii Bagili zadebiutował 14 czerwca 2015 w przegranym 0:1 meczu kwalifikacji do Pucharu Narodów Afryki 2017 z Kamerunem, rozegranym w Jaunde.